# Marcelo Zunino
Marcelo Antonio Zunino Poblete (Santiago del Cile, 30 gennaio 1967) è un ex calciatore cileno, di ruolo difensore.